# Sergiolus bicolor
Sergiolus bicolor är en spindelart som beskrevs av Banks 1900. Sergiolus bicolor ingår i släktet Sergiolus och familjen plattbuksspindlar. Inga underarter finns listade i Catalogue of Life.